# Jan Hofmann (politik)
Jan Hofmann (* 20. srpna 1985 Mladá Boleslav) je český politik, technolog ve strojírenství a podnikatel, od roku 2021 poslanec Poslanecké sněmovny PČR, v letech 2010 až 2018 radní obce Kněžmost na Mladoboleslavsku, člen ODS.

## Život
Vystudoval Střední průmyslovou školu v Mladé Boleslavi. Živí se jako technolog výroby elektrorozvaděčů v rodinné firmě Hofmann ELKO.
Jan Hofmann žije v obci Kněžmost na Mladoboleslavsku. Od roku 2004 se věnuje jachtingu, který se stal nejen jeho koníčkem, ale i jeho druhým řemeslem. Ve chvílích volna se věnuje sportu aktivně i pasivně. Mezi jeho koníčky patří také vyjížďky na koloběžce a vaření.

## Politické působení
V roce 2009 vstoupil do ODS a stal se předsedou místního sdružení strany v Kněžmostě. V komunálních volbách v roce 2010 byl za ODS zvolen zastupitelem obce Kněžmost. Mandát zastupitele obce obhájil ve volbách v letech 2014 a 2018 (lídr kandidátky). V komunálních volbách v roce 2022 kandidoval do zastupitelstva Kněžmostu z 6. místa kandidátky subjektu „ODS a nezávislí“. Vlivem preferenčních hlasů však skončil třetí, a obhájil tak mandát zastupitele obce. Zároveň byl v letech 2010 až 2018 i radní obce.
V krajských volbách v roce 2020 kandidoval za ODS do Zastupitelstva Středočeského kraje, ale neuspěl. Působí jako člen výboru pro regionální rozvoj.
Ve volbách do Poslanecké sněmovny PČR v roce 2021 kandidoval z pozice člena ODS na 9. místě kandidátky koalice SPOLU (tj. ODS, KDU-ČSL a TOP 09) ve Středočeském kraji. Získal 3 354 preferenčních hlasů a stal se poslancem.
Ve sněmovních volbách v roce 2025 kandiduje na 9. místě kandidátní listiny koalice SPOLU ve Středočeském kraji.